# Affligem
Affligem là một đô thị có cự ly khoảng 20 km về phía tây-tây bắc Brussels, tỉnh Vlaams-Brabant, gần thị xã Aalst, là một giao lộ đường sắt quan trọng của Denderleeuw.
Đô thị này bao gồm các làng Essene, Hekelgem và Teralfene. Tại thời điểm ngày 1 tháng 1 năm 2006, it had 11.956 người. Tổng diện tích là 17,70 km², với mật độ dân số là 676 người trên mỗi km².